# Liste des députés de la XVe législature du Parlement grec
Les 300 députés de la XVe grec du Parlement ont été élus lors des élections législatives grecques de juin 2012. Leur mandat commence le 28 juin 2012 et s'achève par la dissolution du Parlement le 31 décembre 2014.

## Liste des députés
- Haut – A
- B
- C
- D
- E
- F
- G
- H
- I
- J
- K
- L
- M
- N
- O
- P
- Q
- R
- S
- T
- U
- V
- W
- X
- Y
- Z

| Nom                                   | Circonscription  | Parti | Parti               | Notes |
| ------------------------------------- | ---------------- | ----- | ------------------- | --- |
| Iríni-Eléni Agathopoúlou              | Kilkís           |       | SYRIZA              | |
| Christos Aïdonis (el)                 | Dráma            |       | PASOK               | Quitte le PASOK le 10 janvier 2013 Rejoint les Députés démocratiques indépendants le 6 novembre 2013                                                                             |
| Apostolos Alexopoulos                 | Athènes B        |       | SYRIZA              | |
| Chryssovalándis Alexópoulos           | Larissa          |       | Aube dorée          | Quitte Aube dorée le 14 mars 2014 |
| Ioánnis Amanatídis                    | Thessalonique A  |       | SYRIZA              | |
| Lítsa Ammanatídou-Paschalídou         | Thessalonique B  |       | SYRIZA              | |
| Dimitrios Anagnostakis                | Eubée            |       | DIMAR               | |
| Sávvas Anastasiádis                   | Thessalonique B  |       | Nouvelle Démocratie | |
| Ioánnis Andrianós                     | Argolide         |       | Nouvelle Démocratie | |
| Mimis Androulakis (el)                | Athènes B        |       | PASOK               | Quitte le PASOK le 8 novembre 2012 Rejoint les Députés démocratiques indépendants le 6 novembre 2013                                                                             |
| María Antoníou                        | Kastoria         |       | Nouvelle Démocratie | |
| Evángelos Apostólou                   | Eubée            |       | SYRIZA              | |
| Fotiní Arambatzí                      | Serrès           |       | Nouvelle Démocratie | |
| Michaïl Arvanítis-Avrámis             | Achaïe           |       | Aube dorée          | |
| Konstantinos Arvanitopoulos (el)      | Le Pirée A       |       | Nouvelle Démocratie | |
| Ánna-Michelle Assimakopoúlou          | Ioannina         |       | Nouvelle Démocratie | |
| Athánasios Athanasíou                 | Attique          |       | SYRIZA              | Questeur pour la première, la deuxième et la troisième session, |
| Charálambos Athanasíou                | Liste nationale  |       | Nouvelle Démocratie | |
| Elefthérios Avyenákis                 | Héraklion        |       | Nouvelle Démocratie | |
| Dionysia-Theodora Avgerinopoulou (el) | Élide            |       | Nouvelle Démocratie | |
| Gavriil Avramidis                     | Thessalonique A  |       | Grecs indépendants  | |
| Dimítris Avramópoulos                 | Athènes A        |       | Nouvelle Démocratie | Démissionnaire, remplacé par Thanos Plevris le 3 novembre 2014 |
| Dóra Bakoyánni                        | Liste nationale  |       | Nouvelle Démocratie | |
| Konstandínos Barbaroússis             | Étolie-Acarnanie |       | Aube dorée          | |
| Kostas Barkas                         | Préveza          |       | SYRIZA              | |
| Evángelos Bassiákos                   | Béotie           |       | Nouvelle Démocratie | |
| Georgia Batsara (bg)                  | Imathie          |       | Nouvelle Démocratie | |
| Antonios Bézas                        | Thesprotie       |       | Nouvelle Démocratie | |
| Maria Bolari                          | Athènes A        |       | SYRIZA              | Secrétaire pour la première, la deuxième et la troisième session, |
| Markos Bolaris (el)                   | Serrès           |       | PASOK               | Exclu du PASOK le 7 novembre 2012 Rejoint les Députés démocratiques indépendants le 6 novembre 2013                                                                              |
| Efstáthios Boukoúras                  | Corinthie        |       | Aube dorée          | Exclu d'Aube dorée le 26 mars 2014 |
| Athanásios Boúras                     | Attique          |       | Nouvelle Démocratie | |
| Spyridon Chalvatzis (el)              | Athènes B        |       | KKE                 | Représentant parlementaire du Parti communiste de Grèce jusqu'en mai 2013 |
| Máximos Charakópoulos                 | Larissa          |       | Nouvelle Démocratie | |
| Déspina Charalambídou                 | Thessalonique A  |       | SYRIZA              | |
| Paraskeví Christofilopoúlou           | Attique          |       | PASOK               | Représentante parlementaire du PASOK jusqu'en juin 2013 |
| Dimitrios Christogiannis (el)         | Piérie           |       | Nouvelle Démocratie | |
| Michális Chryssohoïdis                | Athènes B        |       | PASOK               | Représentant parlementaire du PASOK jusqu'en juin 2013 |
| Marina Chryssoveloni                  | Magnésie         |       | Grecs indépendants  | |
| Athanásios Davákis                    | Laconie          |       | Nouvelle Démocratie | |
| Athanasios Davlouros                  | Achaïe           |       | Nouvelle Démocratie | |
| Georgios Davris                       | Achaïe           |       | Grecs indépendants  | Exclu des Grecs indépendants le 13 janvier 2014 Rejoint les Députés démocratiques indépendants le 22 janvier 2014                                                                |
| Níkos Déndias                         | Corfou           |       | Nouvelle Démocratie | |
| Alexandros Dermedzopoulos             | Évros            |       | Nouvelle Démocratie | |
| Konstantínos Dermitzákis              | Lassithi         |       | SYRIZA              | |
| Maria Diakaki                         | Héraklion        |       | SYRIZA              | |
| Evángelos Diamantópoulos              | Kastoria         |       | SYRIZA              | |
| Ioannis Dimaras (el)                  | Athènes B        |       | Grecs indépendants  | |
| Chrístos Dímas                        | Corinthie        |       | Nouvelle Démocratie | Secrétaire pour la première, la deuxième et la troisième session, |
| Pýrros Dímas                          | Liste nationale  |       | PASOK               | |
| Argyris Dinopoulos (el)               | Athènes B        |       | Nouvelle Démocratie | |
| Iró Dióti                             | Larissa          |       | SYRIZA              | |
| Giorgos Dolios (el)                   | Évros            |       | PASOK               | |
| Réna Doúrou                           | Athènes B        |       | SYRIZA              | Démissionnaire, remplacée par Eleni Avlonitou le 26 mars 2014 |
| Ioánnis Dragasákis                    | Athènes B        |       | SYRIZA              | Quatrième vice-président |
| Theódoros Drítsas                     | Le Pirée A       |       | SYRIZA              | |
| Panayóta Dritséli                     | Trikala          |       | SYRIZA              | |
| Ioánnis Drivelégas                    | Chalcidique      |       | PASOK               | |
| Theanó Fotíou                         | Liste nationale  |       | SYRIZA              | |
| Niki Founda                           | Étolie-Acarnanie |       | DIMAR               | Quitte la DIMAR le 23 décembre 2014 |
| Ioánna Gaïtáni                        | Zante            |       | SYRIZA              | |
| Dimitris Gakis                        | Dodécanèse       |       | SYRIZA              | |
| Dimítris Gelalís                      | Larissa          |       | SYRIZA              | |
| Geórgios Georgandás                   | Kilkís           |       | Nouvelle Démocratie | |
| Spyrídon-Ádonis Georgiádis            | Athènes B        |       | Nouvelle Démocratie | |
| Efstathía Georgopoúlou-Saltári        | Élide            |       | SYRIZA              | |
| Thanassis Germanidis (bg)             | Flórina          |       | SYRIZA              | |
| Geórgios Germenís                     | Athènes B        |       | Aube dorée          | |
| Kyriakos Gerontopoulos                | Évros            |       | Nouvelle Démocratie | |
| Maria Giannakaki                      | Le Pirée B       |       | DIMAR               | |
| Chryssoula-Maria Giatagana            | Thessalonique A  |       | Grecs indépendants  | Quitte les Grecs indépendants le 25 mars 2014 Rejoint les Députés démocratiques indépendants le 9 mai 2014                                                                       |
| Konstantinos Giovanopoulos (bg)       | Imathie          |       | Grecs indépendants  | Quitte les Grecs indépendants le 25 mars 2014 Rejoint les Députés démocratiques indépendants le 9 mai 2014                                                                       |
| Manólis Glézos                        | Liste nationale  |       | SYRIZA              | Démissionnaire le 2 mai 2014, remplacé par Mania Papadimitriou le 5 mai |
| Christos Gokas                        | Arta             |       | PASOK               | Secrétaire pour la troisième session |
| Antónios Grégos                       | Thessalonique A  |       | Aube dorée          | |
| Leonídas Grigorákos                   | Laconie          |       | PASOK               | Cinquième vice-président |
| Angéla Guérékou                       | Corfou           |       | PASOK               | Exclue du PASOK le 7 novembre 2012 Réintègre le PASOK le 21 février 2013 |
| Ioánnis Ghiókas                       | Attique          |       | KKE                 | |
| Konstantínos Ghioulékas               | Thessalonique A  |       | Nouvelle Démocratie | |
| Kostís Hadjidákis                     | Athènes B        |       | Nouvelle Démocratie | |
| Pávlos Haïkális                       | Attique          |       | Grecs indépendants  | |
| Achmet Chatzi Osman                   | Rhodope          |       | PASOK               | |
| Vassilios Hatzilambrou                | Achaïe           |       | SYRIZA              | |
| Tsambika Iatridi (el)                 | Dodécanèse       |       | Grecs indépendants  | Quitte les Grecs indépendants le 3 juin 2014 Rejoint les Députés démocratiques indépendants le 16 octobre 2014                                                                   |
| Vassílios Ikonómou                    | Attique          |       | DIMAR               | Représentant parlementaire de la DIMAR Quitte la DIMAR le 6 juin 2014 |
| Panayiótis Iliópoulos                 | Magnésie         |       | Aube dorée          | |
| Ekateríni Inglézi                     | Chalcidique      |       | SYRIZA              | |
| Yánnis Ioannídis                      | Thessalonique A  |       | Nouvelle Démocratie | |
| Charoúla Kafandári                    | Athènes B        |       | SYRIZA              | |
| Nikítas Kaklamánis                    | Athènes A        |       | Nouvelle Démocratie | Exclu de Nouvelle Démocratie le 31 mars 2014 Réintègre Nouvelle Démocratie le 9 octobre 2014                                                                                     |
| Apostolos Kaklamanis (en)             | Athènes B        |       | PASOK               | |
| Stávros Kalafátis                     | Thessalonique A  |       | Nouvelle Démocratie | |
| Georgios Kalandzis (bg)               | Kavala           |       | Nouvelle Démocratie | Deuxième vice-président à partir du 11 avril 2013 |
| Agnès Kalogeri                        | Samos            |       | SYRIZA              | |
| Stavros Kalogiannis                   | Ioannina         |       | Nouvelle Démocratie | |
| Pános Kamménos                        | Athènes B        |       | Grecs indépendants  | Président du groupe politique des Grecs indépendants |
| Liána Kanélli                         | Athènes A        |       | KKE                 | |
| María Kanellopoúlou                   | Achaïe           |       | SYRIZA              | |
| Vassilios Kapernaros                  | Athènes B        |       | Grecs indépendants  | Représentant parlementaire des Grecs indépendants de juin 2013 à mai 2014 Quitte les Grecs indépendants le 29 mai 2014 Rejoint les Députés démocratiques indépendants le 18 juin |
| Konstantínos Karagoúnis               | Étolie-Acarnanie |       | Nouvelle Démocratie | |
| Ánna Karamanlí                        | Athènes B        |       | Nouvelle Démocratie | |
| Kóstas Karamanlís                     | Thessalonique A  |       | Nouvelle Démocratie | |
| Ioannis Karambelas                    | Béotie           |       | Nouvelle Démocratie | |
| Efthymios Karanasios                  | Chalcidique      |       | Nouvelle Démocratie | |
| Theódoros Karáoglou                   | Thessalonique B  |       | Nouvelle Démocratie | |
| Geórgios Karasmánis                   | Pella            |       | Nouvelle Démocratie | |
| Nikólaos Karathanasópoulos            | Achaïe           |       | KKE                 | Représentant parlementaire du Parti communiste de Grèce à partir de mai 2013 |
| Chrístos Karayannídis                 | Dráma            |       | SYRIZA              | |
| Aïchán Kará Yousoúf                   | Rhodope          |       | SYRIZA              | |
| Geórgios Kassapídis                   | Kozani           |       | Nouvelle Démocratie | Exclu de Nouvelle Démocratie le 7 novembre 2012 Rejoint les Députés démocratiques indépendants le 6 novembre 2013                                                                |
| Ilías Kassidiáris                     | Attique          |       | Aube dorée          | |
| Michaïl Kassis                        | Ioannina         |       | PASOK               | Exclu du PASOK le 7 novembre 2012 Réintègre le PASOK le 21 février 2013 |
| Vasilikí Katrivánou                   | Athènes B        |       | SYRIZA              | |
| Konstantínos Katsafádos               | Le Pirée A       |       | Nouvelle Démocratie | Secrétaire pour la première, la deuxième et la troisième session, |
| Chrístos Katsótis                     | Athènes B        |       | KKE                 | |
| Símos V. Kedíkoglou                   | Eubée            |       | Nouvelle Démocratie | |
| Symeón Kedíkoglou (el)                | Eubée            |       | PASOK               | |
| Ioánnis Kefaloyánnis                  | Réthymnon        |       | Nouvelle Démocratie | Secrétaire pour la première, la deuxième et la troisième session, |
| Manólis Kefaloyiánnis                 | Héraklion        |       | Nouvelle Démocratie | Démissionnaire le 2 mai 2014, remplacé par Giorgos Diktakis le 5 mai |
| Ólga Kefaloyánni                      | Athènes A        |       | Nouvelle Démocratie | |
| Vassílios Keguéroglou                 | Héraklion        |       | PASOK               | |
| Chrístos Kéllas                       | Larissa          |       | Nouvelle Démocratie | |
| Vassílios Kikílias                    | Athènes A        |       | Nouvelle Démocratie | |
| Konstantinos Klitsiotis               | Kavala           |       | Nouvelle Démocratie | |
| Dimítrios Kodélas                     | Argolide         |       | SYRIZA              | |
| María Kóllia-Tsarouchá                | Serrès           |       | Grecs indépendants  | Sixième vice-présidente |
| Kostas Kollias                        | Corinthie        |       | Nouvelle Démocratie | |
| Konstantinos Kondogeorgos             | Eurytanie        |       | Nouvelle Démocratie | |
| Georgios Kondogiannis                 | Élide            |       | Nouvelle Démocratie | |
| Stavros Kondonis                      | Zante            |       | SYRIZA              | |
| Aléxandros Kondós                     | Xánthi           |       | Nouvelle Démocratie | |
| Emmanouíl Kónsolas                    | Dodécanèse       |       | Nouvelle Démocratie | |
| Efstathios Konstantinidis (bg)        | Flórina          |       | Nouvelle Démocratie | |
| Théodosios Konstantinidis             | Thessalonique A  |       | KKE                 | |
| Odysséas Konstantinópoulos            | Arcadie          |       | PASOK               | |
| Georgios Konstantopoulos (el)         | Piérie           |       | Nouvelle Démocratie | |
| Zoí Konstantopoúlou                   | Athènes A        |       | SYRIZA              | |
| Timoléon Kopsachílis                  | Grévéna          |       | Nouvelle Démocratie | |
| Terence Kouik                         | Liste nationale  |       | Grecs indépendants  | Représentant parlementaire des Grecs indépendants jusqu'en mai 2013 |
| Konstadínos Koukodímos                | Piérie           |       | Nouvelle Démocratie | Questeur pour la première, la deuxième et la troisième session, |
| Paris Koukoulopoulos (el)             | Kozani           |       | PASOK               | Représentant parlementaire du PASOK à partir de juillet 2013 |
| Dimítrios Koukoútsis                  | Messénie         |       | Aube dorée          | |
| Élena Koundourá                       | Athènes A        |       | Grecs indépendants  | |
| Tássos Kourákis                       | Thessalonique A  |       | SYRIZA              | |
| Ioannis Kourakos (el)                 | Le Pirée B       |       | Grecs indépendants  | Quitte les Grecs indépendants le 13 décembre 2012 Rejoint les Députés démocratiques indépendants le 6 novembre 2013                                                              |
| Panayótis Kouroumblís                 | Athènes B        |       | SYRIZA              | Représentant parlementaire de la SYRIZA |
| Kostas Koutsogiannakopoulos           | Phthiotide       |       | Nouvelle Démocratie | |
| Yánnis Koutsoúkos                     | Élide            |       | PASOK               | Exclu du PASOK le 7 novembre 2012 Réintègre le PASOK le 21 février 2013 |
| Andréas Koutsoumbas                   | Béotie           |       | Nouvelle Démocratie | |
| Fótis Kouvélis                        | Athènes B        |       | DIMAR               | Président du groupe politique de la DIMAR |
| Nikólaos Kouzílos                     | Le Pirée A       |       | Aube dorée          | |
| Dimítrios Kremastinós                 | Dodécanèse       |       | PASOK               | |
| Michaïl Kritsotákis                   | Héraklion        |       | SYRIZA              | |
| Vassílios Kyriakákis                  | Phthiotide       |       | SYRIZA              | |
| Dimítrios Kyriazídis                  | Dráma            |       | Nouvelle Démocratie | |
| Georgios Kyritsis                     | Trikala          |       | DIMAR               | |
| Panayótis Lafazánis                   | Le Pirée B       |       | SYRIZA              | Représentant parlementaire de la SYRIZA |
| Ioánnis Lagós                         | Le Pirée B       |       | Aube dorée          | |
| Yannis Lambropoulos (el)              | Messénie         |       | Nouvelle Démocratie | |
| Geórgios Lambroúlis                   | Larissa          |       | KKE                 | |
| Chryssanthos Lazaridis (el)           | Liste nationale  |       | Nouvelle Démocratie | |
| Théofilos Léondaridis (bg)            | Serrès           |       | Nouvelle Démocratie | |
| Andréas Lovérdos                      | Athènes B        |       | PASOK               | Exclu du PASOK le 3 décembre 2012 Rejoint les Députés démocratiques indépendants le 6 novembre 2013 Réintègre le PASOK le 22 août 2014                                           |
| Spyrídon Lykoúdis                     | Liste nationale  |       | DIMAR               | Quitte la DIMAR le 9 septembre 2014 |
| Andréas Lykourétzos (el)              | Arcadie          |       | Nouvelle Démocratie | |
| Rachíl Makrí                          | Kozani           |       | Grecs indépendants  | Exclue des Grecs indépendants le 16 octobre 2014 |
| Eleni Makri-Théodorou                 | Phthiotide       |       | Nouvelle Démocratie | |
| Chrístos Mandás                       | Ioannina         |       | SYRIZA              | |
| Aspasia Mandreka                      | Phocide          |       | Nouvelle Démocratie | |
| Anna Mani-Papadimitriou (el)          | Piérie           |       | Nouvelle Démocratie | |
| Ioannis Maniatis (el)                 | Argolide         |       | PASOK               | |
| Diamánto Manolákou                    | Le Pirée B       |       | KKE                 | |
| Nótis Mariás                          | Héraklion        |       | Grecs indépendants  | Représentant parlementaire des Grecs indépendants Démissionnaire le 2 mai 2014, remplacé par Konstantinos Damavolitis le 5 mai                                                   |
| Andréas Marinos                       | Élide            |       | Nouvelle Démocratie | |
| Christos Markogiannakis (el)          | La Canée         |       | Nouvelle Démocratie | Troisième vice-président |
| Konstantinos Markopoulos (el)         | Eubée            |       | Grecs indépendants  | Quitte les Grecs indépendants le 13 décembre 2012 Rejoint Nouvelle Démocratie le 1er juillet 2013                                                                                |
| Ekateríni Márkou                      | Thessalonique B  |       | DIMAR               | Quitte la DIMAR le 10 juillet 2014 |
| Georgía Martínou                      | Attique          |       | Nouvelle Démocratie | |
| Dimitrios Mavratzotis                 | Samos            |       | KKE                 | |
| Aléxandros Meïkópoulos                | Magnésie         |       | SYRIZA              | |
| Evángelos Meïmarákis                  | Athènes B        |       | Nouvelle Démocratie | Président du Parlement grec |
| Panagiotis Melas                      | Le Pirée A       |       | Grecs indépendants  | Quitte les Grecs indépendants le 1er décembre 2014 |
| Nikólaos Michálakis                   | Kardítsa         |       | SYRIZA              | |
| Nikólaos Michaloliákos                | Athènes A        |       | Aube dorée          | Président du groupe politique d'Aube dorée |
| Ioannis Michelakis (el)               | Liste nationale  |       | Nouvelle Démocratie | |
| Ioánnis Micheloyannákis               | Héraklion        |       | DIMAR               | Quitte la DIMAR le 22 octobre 2012 Rejoint la SYRIZA le 24 juin 2013 |
| Nikólaos Míchos                       | Eubée            |       | Aube dorée          | |
| Panagiótis Mitarákis                  | Athènes A        |       | Nouvelle Démocratie | |
| Aléxis Mitrópoulos                    | Attique          |       | SYRIZA              | |
| Kyriákos Mitsotákis                   | Athènes B        |       | Nouvelle Démocratie | |
| Nikólaos Moraïtis                     | Étolie-Acarnanie |       | KKE                 | |
| Thanos Moraïtis (el)                  | Étolie-Acarnanie |       | PASOK               | |
| Konstantinos Moussouroulis (el)       | Chios            |       | Nouvelle Démocratie | Démissionnaire le 2 mai 2014, remplacé par Stamatis Karmantzis le 5 mai Lui-même démissionnaire, remplacé par Maria Stavrinoudi-Soudi le 29 août 2014                            |
| Parisis Moutsinas                     | Magnésie         |       | DIMAR               | Exclu de la DIMAR le 7 janvier 2013 Rejoint les Députés démocratiques indépendants le 6 novembre 2013                                                                            |
| Athanasios Nakos (el)                 | Magnésie         |       | Nouvelle Démocratie | Deuxième vice-président Mort en fonction le 28 mars 2013, remplacé par Zetta Makri le 1er avril 2013                                                                             |
| Anastasios Nerantzis (en)             | Le Pirée B       |       | Nouvelle Démocratie | |
| Níkos Nikolópoulos                    | Achaïe           |       | Nouvelle Démocratie | Exclu de Nouvelle Démocratie le 3 août 2012 Rejoint les Députés démocratiques indépendants le 6 novembre 2013 Rejoint les Grecs indépendants le 7 octobre 2014                   |
| Geórgios Orfanós                      | Thessalonique A  |       | Nouvelle Démocratie | |
| Marínos Ouzounídis (el)               | Évros            |       | Grecs indépendants  | |
| Evyenía Ouzounídou                    | Kozani           |       | SYRIZA              | |
| Athanásios Pafílis                    | Liste nationale  |       | KKE                 | |
| Ilías Panayiótaros                    | Athènes B        |       | Aube dorée          | |
| Nikólaos Panayotópoulos               | Kavala           |       | Nouvelle Démocratie | Questeur pour la première session |
| Pános Panagiotópoulos                 | Athènes B        |       | Nouvelle Démocratie | |
| Efstáthios Panagoúlis                 | Athènes B        |       | SYRIZA              | |
| Geórgios Pándzas                      | Attique          |       | SYRIZA              | |
| Ioannis Panoussis                     | Athènes A        |       | DIMAR               | |
| Dimítrios Papadimoúlis                | Athènes B        |       | SYRIZA              | Représentant parlementaire de la SYRIZA Démissionnaire le 2 mai 2014, remplacé par Anna Hadjisophia (el) le 5 mai                                                                |
| Mihaïl Papadopoulos (el)              | Kozani           |       | Nouvelle Démocratie | |
| Ekaterini Papakosta-Sidiropoulou      | Athènes B        |       | Nouvelle Démocratie | |
| Giórgos Papandréou                    | Achaïe           |       | PASOK               | |
| Aléka Paparíga                        | Athènes B        |       | KKE                 | Présidente du groupe politique du Parti communiste de Grèce |
| Chrístos Pappás                       | Liste nationale  |       | Aube dorée          | Représentant parlementaire d'Aube dorée |
| Theódoros Parastatídis                | Kilkís           |       | PASOK               | Exclu du PASOK le 7 novembre 2012 Rejoint les Députés démocratiques indépendants le 6 novembre 2013 Président du groupe politique des Députés démocratiques indépendants         |
| Ioannis Paschalidis                   | Kavala           |       | Nouvelle Démocratie | |
| Fevronia Patrianakou                  | Laconie          |       | Nouvelle Démocratie | |
| Prokópis Pavlópoulos                  | Athènes A        |       | Nouvelle Démocratie | |
| Athanásios Petrákos                   | Messénie         |       | SYRIZA              | |
| Fotini Pipili (en)                    | Athènes A        |       | Nouvelle Démocratie | |
| Ioánnis Plakiotákis                   | Lassithi         |       | Nouvelle Démocratie | |
| Vyron Polydoras (en)                  | Athènes B        |       | Nouvelle Démocratie | Exclu de Nouvelle Démocratie le 21 décembre 2013 |
| Grigórios Psarianós                   | Athènes B        |       | DIMAR               | Exclu de la DIMAR le 10 juillet 2014 |
| Andréas Psycharis (el)                | Athènes A        |       | Nouvelle Démocratie | Démissionnaire le 14 novembre 2014, remplacé par Alexandros Moraïtakis le 18 novembre 2014                                                                                       |
| Thomas Psyrras                        | Larissa          |       | DIMAR               | |
| Élena Rápti                           | Thessalonique A  |       | Nouvelle Démocratie | |
| Maria Repoussi                        | Le Pirée A       |       | DIMAR               | |
| Panagiotis Rigas (el)                 | Cyclades         |       | PASOK               | |
| Dimitris Sabaziotis                   | Messénie         |       | Nouvelle Démocratie | |
| Fílippos Sachinídis                   | Larissa          |       | PASOK               | |
| Sofía Sakoráfa                        | Athènes B        |       | SYRIZA              | Démissionnaire le 2 mai 2014, remplacée par Fotini Kouvela le 5 mai |
| Mários Salmás                         | Étolie-Acarnanie |       | Nouvelle Démocratie | |
| Dimitrios Saltouros                   | Xánthi           |       | PASOK               | |
| Antónis Samarás                       | Messénie         |       | Nouvelle Démocratie | Premier ministre Président du groupe politique de la Nouvelle Démocratie |
| Stéfanos Samoïlis                     | Corfou           |       | SYRIZA              | |
| Maximos Sénétakis                     | Héraklion        |       | Nouvelle Démocratie | Secrétaire pour la première, la deuxième et la troisième session, |
| Níkos Sifounákis                      | Lesbos           |       | PASOK               | |
| Nikitas Sioïs                         | Serrès           |       | Aube dorée          | Démissionne, remplacé par Artemios Matthaiopoulos le 23 juillet 2012 |
| Pavlos Sioufas                        | Kardítsa         |       | Nouvelle Démocratie | Démissionnaire, remplacé par Giorgos Anagnostopoulos le 11 décembre 2013 |
| Konstantínos Skandalídis              | Athènes A        |       | PASOK               | Exclu du PASOK le 7 novembre 2012 Réintègre le PASOK le 21 février 2013 |
| Asimina Skondra                       | Kardítsa         |       | Nouvelle Démocratie | |
| Konstantínos Skrékas                  | Trikala          |       | Nouvelle Démocratie | |
| Théodoros Soldatos                    | Leucade          |       | Nouvelle Démocratie | Exclu de Nouvelle Démocratie le 11 novembre 2012 Réintègre Nouvelle Démocratie le 1er juillet 2013                                                                               |
| Aris Spiliotopoulos (el)              | Athènes B        |       | Nouvelle Démocratie | Démissionnaire, remplacé par Tania Iakovidou (el) le 27 mars 2014 |
| Chrístos Staïkoúras                   | Phthiotide       |       | Nouvelle Démocratie | |
| Afrodíti Stamboulí                    | Serrès           |       | SYRIZA              | |
| Dionysios Staménitis (bg)             | Pella            |       | Nouvelle Démocratie | |
| Geórgios Stathákis                    | La Canée         |       | SYRIZA              | |
| Ioánnis Stathás                       | Béotie           |       | SYRIZA              | |
| Nikolaos Stavrogiannis (el)           | Phthiotide       |       | Nouvelle Démocratie | Exclu de Nouvelle Démocratie le 22 octobre 2012 Rejoint les Députés démocratiques indépendants le 6 novembre 2013 Démissionnaire, remplacé par Dimitris Brianis le 27 août 2014  |
| Dimítris Stratoúlis                   | Athènes B        |       | SYRIZA              | |
| Evripídis Stylianídis                 | Rhodope          |       | Nouvelle Démocratie | |
| Geórgios Stýlios                      | Arta             |       | Nouvelle Démocratie | |
| Nikólaos Syrmalénios                  | Cyclades         |       | SYRIZA              | |
| Nikolaos Tagaras                      | Corinthie        |       | Nouvelle Démocratie | |
| Spyridon Taliadouros (en)             | Kardítsa         |       | Nouvelle Démocratie | |
| Michalis Tamilos                      | Trikala          |       | Nouvelle Démocratie | |
| Konstantinos Tassoulas                | Ioannina         |       | Nouvelle Démocratie | |
| Petros Tatsopoulos (el)               | Athènes B        |       | SYRIZA              | Quitte la SYRIZA le 10 janvier 2014 Rejoint les Députés démocratiques indépendants le 24 janvier 2014                                                                            |
| Afrodíti Theopeftátou                 | Céphalonie       |       | SYRIZA              | |
| Ioánnis Tragákis                      | Le Pirée B       |       | Nouvelle Démocratie | Premier vice-président |
| Konstantinos Triandafyllos            | Chios            |       | PASOK               | Secrétaire pour la première et la deuxième session, |
| María Triandafýllou                   | Étolie-Acarnanie |       | SYRIZA              | |
| Efklídis Tsakalótos                   | Athènes B        |       | SYRIZA              | |
| Lazaros Tsavdaridis (el)              | Imathie          |       | Nouvelle Démocratie | |
| Konstantínos Tsiáras                  | Kardítsa         |       | Nouvelle Démocratie | |
| Aléxis Tsípras                        | Athènes A        |       | SYRIZA              | Président du groupe politique de la SYRIZA |
| Dimítris Tsoukalás                    | Liste nationale  |       | SYRIZA              | |
| Nikolaos Tsoukalis                    | Achaïe           |       | DIMAR               | Représentant parlementaire de la DIMAR |
| Dimitrios Tsoumanis                   | Préveza          |       | Nouvelle Démocratie | |
| Theodóra Tzákri                       | Pella            |       | PASOK               | Exclue du PASOK le 11 novembre 2013 Rejoint les Députés démocratiques indépendants le 3 avril 2014                                                                               |
| Iordanis Tzamtzis (el)                | Pella            |       | Nouvelle Démocratie | Questeur pour la deuxième et la troisième session, |
| Konstantínos Tzaváras                 | Élide            |       | Nouvelle Démocratie | |
| Nádia Valaváni                        | Athènes B        |       | SYRIZA              | |
| Evgenia Vamvaka                       | Le Pirée B       |       | SYRIZA              | |
| Geórgios Vareménos                    | Étolie-Acarnanie |       | SYRIZA              | |
| Miltiádis Varvitsiótis                | Athènes B        |       | Nouvelle Démocratie | |
| Evángelos Venizélos                   | Thessalonique A  |       | PASOK               | Président du groupe politique du PASOK |
| Apóstolos Vesyrópoulos                | Imathie          |       | Nouvelle Démocratie | |
| Kyriakos Virvidakis                   | La Canée         |       | Nouvelle Démocratie | |
| Ménélaos Vlachvéis (bg)               | Serrès           |       | Nouvelle Démocratie | |
| Ilias Vlahogiannis                    | Trikala          |       | Nouvelle Démocratie | |
| Georgios Vlahos                       | Attique          |       | Nouvelle Démocratie | |
| Pavlos Vogiatzis                      | Lesbos           |       | Nouvelle Démocratie | |
| Manoussos-Konstantinos Voloudakis     | La Canée         |       | Nouvelle Démocratie | |
| Mavroudís Vorídis                     | Attique          |       | Nouvelle Démocratie | Représentant parlementaire de la Nouvelle Démocratie |
| Odyssefs-Nikos Voudouris              | Athènes B        |       | DIMAR               | Exclu de la DIMAR le 7 janvier 2013 Rejoint les Députés démocratiques indépendants le 6 novembre 2013 Représentant parlementaire des Députés démocratiques indépendants          |
| Sofía Voúltepsi                       | Athènes B        |       | Nouvelle Démocratie | Représentante parlementaire de la Nouvelle Démocratie |
| Níkos Voútsis                         | Athènes A        |       | SYRIZA              | |
| Ioánnis Vroútsis                      | Cyclades         |       | Nouvelle Démocratie | |
| Andréas Xanthós                       | Réthymnon        |       | SYRIZA              | |
| Assimina Xirotyri-Ekaterinari         | Thessalonique A  |       | DIMAR               | |
| Stavroúla Xoulídou                    | Thessalonique B  |       | Grecs indépendants  | |
| Yerásimos Yakoumátos                  | Athènes B        |       | Nouvelle Démocratie | |
| Eléni Yerassimídou                    | Thessalonique B  |       | KKE                 | |
| Ólga Yerovassíli                      | Arta             |       | SYRIZA              | |
| Vassilios-Nikolaos Ypsilantis         | Dodécanèse       |       | Nouvelle Démocratie | |
| Konstantínos Zachariás                | Arcadie          |       | SYRIZA              | |
| Eléni Zaroúlia                        | Athènes B        |       | Aube dorée          | |
| Chouseïn Zeïmpék                      | Xánthi           |       | SYRIZA              | |
| Ioánnis Zerdelís                      | Lesbos           |       | SYRIZA              | |
| Polývios Zisimópoulos                 | Thessalonique B  |       | Aube dorée          | |